# سیال غیرنیوتنی
سیال غیر نیوتنی (به انگلیسی: Non-Newtonian fluid)، سیالی است که گرانروی آن با نرخ کرنش وارد بر آن تغییر می‌کند. در نتیجه چنین سیالاتی فاقد گرانروی معین هستند. مانند: صابون‌های مایع و لوازم آرایشی، غذاهایی مانند کره، پنیر، مربا، کچاپ، مایونز، سوپ و ماست، مواد طبیعی مانند ماگما، گدازه، آدامس و عصارها مانند عصارهٔ وانیل، سیالات بیولوژیکی مانند خون، بزاق و مایع سینوویال (مایع مفصلی)، امولسیون مانند سس مایونز و برخی از انواع دیسیرسیون.
در سیالات نیوتونی، رابطهٔ بین تغییرات تنش برشی و نرخ کرنش اعمال شده به صورت خطی است و ضریب ثابت تبدیل کنندهٔ این تناسب خطی به معادله، همان لزجت یا گرانروی است؛ ولی در سیالات غیر نیوتونی، دیگر اثری از رابطهٔ خطی میان تغییرات تنش برشی و نرخ کرنش اعمال شده نیست و در این طیف از سیالات، مدت زمان اعمال تنش نقش مهمی در تنش برشی حاصل شونده ایجاد می‌کند. در نتیجه در سیالات غیرنیوتونی ضریبی ثابت مانند لزجت برای توصیف وضعیت تنش برشی معنا ندارد.
سیالات غیر نیوتونی به سه دسته مستقل از زمان وابسته به زمان و ویسکوالاستیک تقسیم می‌شوند.

## دسته‌بندی سیالات غیرنیوتونی
به‌طور کلی سیالات غیرنیوتونی به دو دستهٔ وابسته به زمان اعمال نیرو و مستقل از زمان اعمال نیرو تقسیم می‌شوند.
سیالات غیرنیوتونی وابسته به زمان اعمال نیرو: الف) سیالات رئوپکتیک ب) تیکسوتروپیک
سیالاتی هستند که گرانروی آنها هنگام وارد شدن نیرو و تنش برشی در طول زمان تغییر می‌کند.
سیالات غیرنیوتونی مستقل از زمان اعمال نیرو: الف) سیالات دیلاتانت ب) شبه‌پلاستیک‌ها ج) بینگهام
گرانروی آنها مستقل از زمان اعمال تنش برشی می‌باشد و تنها به بزرگی نیرو و تنش برشی بستگی دارد.

## سیالات غیرنیوتونی وابسته به زمان
الف) رئوپکتیک Rheopectic
گرانروی آنها افزایشی است یعنی در طول زمان اعمال نیرو و تنش افزایش می‌یابد.
یعنی در هنگام اعمال نیرو باید مدتی از زمان سپری شود تا اثرات آن مشخص شده و درنتیجهٔ تنش اعمالی سیال سفت شده و گرانروی آن زیاد شود. در حالی که اگر نیرویی به‌طور ناگهانی وارد شود سیال تغییری نمی‌کند.
یک نکتهٔ مهم راجع به سیالات رئوپکتیک این است که در این مواد برای ثابت نگه داشتن نرخ کرنش با گذشت زمان، باید تنش برشی نیز افزایش یابد. درواقع به علت افزایش گرانروی درصورتی که تنش برشی نیز با گذشت زمان افزایش یابد، می‌توان نرخ کرنش را ثابت نگه داشت.
نکتهٔ دیگر این است که در واقع برای این‌گونه سیالات مانند جامدات می‌توان یک حافظهٔ تنشی در نظر گرفت که مقدار گرانروی آنها در یک جریان و با گذشت زمان افزایش می‌یابد.
مثال:
1. جوهر پرینتر
2. خامه:هنگامی که خامه را در مدت زمان مناسبی به هم می‌زنیم و به آن نیرو وارد می‌کنیم گرانروی آن افزایش می‌یابد.

ب) تیکسوتروپیک Tixotropic

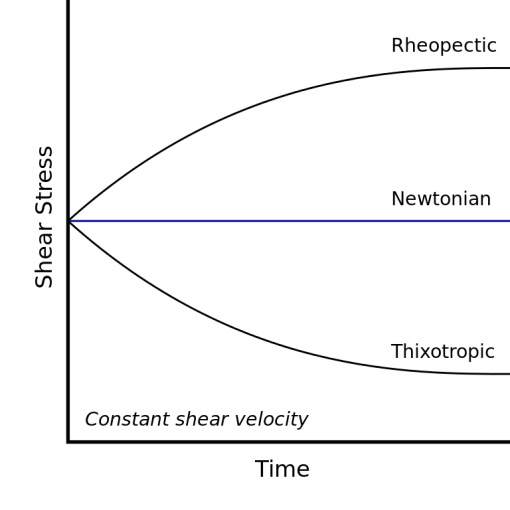
در نمودار زیر می‌توان نحوهٔ تغییر گرانروی سیالات رئوپکتیک و تیکسوتروپیک را هنگام اعمال نیرو در طول زمان مشاهده نمود.

نوع دوم از سیال‌های وابسته به زمان، سیال تیکسوتروپیک می‌باشند که خواصی عکس خواص سیال‌های رئوپکتیک دارند. یعنی با اعمال نیرو در طول زمان گرانروی آنها کاهش می‌یابد. پس می‌توان دریافت که برای ثابت نگه داشتن نرخ کرنش در طول زمان برای این نوع سیالات، به علت کاهش گرانروی با گذشت زمان، باید تنش برشی نیز کاهش یابد.
مثالی قابل درک از این نوع سیالات عسل است. اگر عسل برای مدت طولانی استفاده نشود گرانروی آن افزایش یافته و عسل سفت می‌شود. اما اگر در مدت زمان مناسبی به هم زده شود، روان شده و گرانروی آن کاهش می‌یابد.
همانگونه که مشاهده می‌شود گرانروی سیال نیوتونی درطول زمان اعمال نیرو ثابت می‌ماند درحالی که گرانروی سیال رئوپکتیک درطول زمان افزایش داشته و برخلاف آن سیال تیکسوتروپیک کاهش می‌یابد.

## سیالات غیرنیوتونی مستقل از زمان
الف) دیلاتانت Dilatant

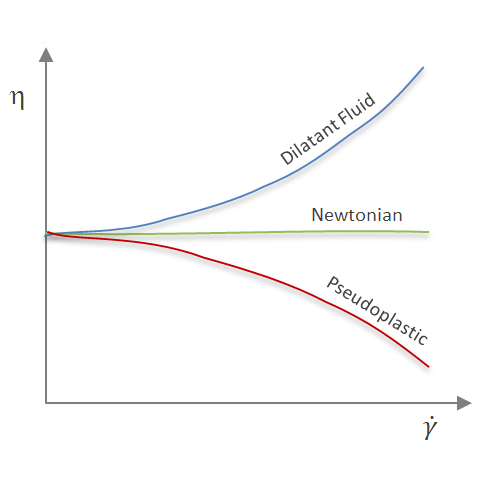
رفتار سیالات غیرنیوتونی مستقل از زمان دربرابر تنش

سیال دیلاتانت از آن دسته سیالات نیوتونی است که گرانروی آنها فقط به مقدار نیروی اعمال شده وابسته است و به زمان اعمال نیرو بستگی ندارد.
در این نوع سیال زمانی که نیروی شدید تری به سیال وارد شود، گرانروی آن افزایش می‌یابد. به عبارت دیگر افزایش تنش برشی با افزاش گرانروی این نوع سیالات رابطه مستقیم دارد.
رفتار دیلاتانت را می‌توان به صورت زیر توضیح داد: در حالت استراحت، ذرات با حداقل حجم بین ذره‌ای (حفره‌ها) از نزدیک بسته می‌شوند. مقدار وسیله نقلیه موجود در سیستم تعلیق برای پر کردن این فضاهای خالی کافی است و به ذرات اجازه می دهد تا نسبت به یکدیگر با نرخ برش کم حرکت کنند. بنابراین، یک سوسپانسیون دیلاتانت را می توان از یک بطری ریخت، زیرا در این شرایط به طور معقولی مایع باقی می ماند.
اگر این سیال در حالت عادی باشد و به آن نیرویی وارد نشود، رفتاری مشابه با مایعات دارد اما اگر نیرویی به آن وارد شود رفتاری مانند جامدات نشان خواهد داد و این بدان معناست که گرانروی این سیال افزایش یافته‌است.
درواقع سیالات دیلاتانت رفتارshear thickening دارند؛ یعنی با افزایش تنش برشی مقاومتشان افزایش می‌یابد.
از این موضوع برای انجام تفریحات استفاده می‌شود به اینصورت که با ایجاد حوضچه‌های حاوی این ماده می‌توان برروی این سیالات قدم زد، دوچرخه سواری کرد وحتی روی آنها پرید.
مثال:نشاسته در آب و خاک رس
ب) شبه پلاستیک Pseudoplastic
در سیالات شبه پلاستیک هنگام اعمال نیرو گرانروی آنها کم می‌شود و هرچه نیروی اعمال شده بیشتر باشد، سیال روان تر می‌شود. درواقع رفتار سیالات شبه پلاستیک دربرابر نیرو دقیقاً برعکس رفتار سیالات دیلاتانت می‌باشد.
سیالات شیه پلاستیک رفتار رقیق گردانی برش shear thining دارند و با افزایش نرخ برش، گرانروی آنها کاهش می‌یابد. به عبارت دیگر افزایش تنش برشی با کاهش گرانروی آنها رابطه مستقیم دارد.
مثال:مرکب چاپ، محلول شیردهی، امولسیون‌ها، گریس، صابون، رنگ، سس کچاپ
ج) بینگهام Bingham
سیالات بینگهام برای جاری شدن نیازمند وارد شدن مقداری نیرو و تنش مشخص اولیه می‌باشند. درواقع یک آستانه تنش برای این نوع سیالات تعریف می‌شود که قبل از اینکه میزان تنش برشی به این آستانه برسد، هیچ جریانی مشاهده نمی‌شود و سیال سفت است. هنگامی که تنش برشی به آستانه تنش برسد، سیال شروع به جریان یافتن می‌کند. به این سیالات، سیالات پلاستیک نیز می‌گویند.
درواقع سیال بینگهام نوعی از سیالات پلاستیک است که گرانروی ی آن ثابت باقی می‌ماند و با تغییر نیرو و تنش برشی تغییری در گرانروی آن ایجاد نمی‌شود.
مثال: میکرو و نانو کامپوزیت‌های سیلیکا

## تحلیل نمودار و مقایسهٔ انواع سیالات غیر نیوتونی از روی نمودار

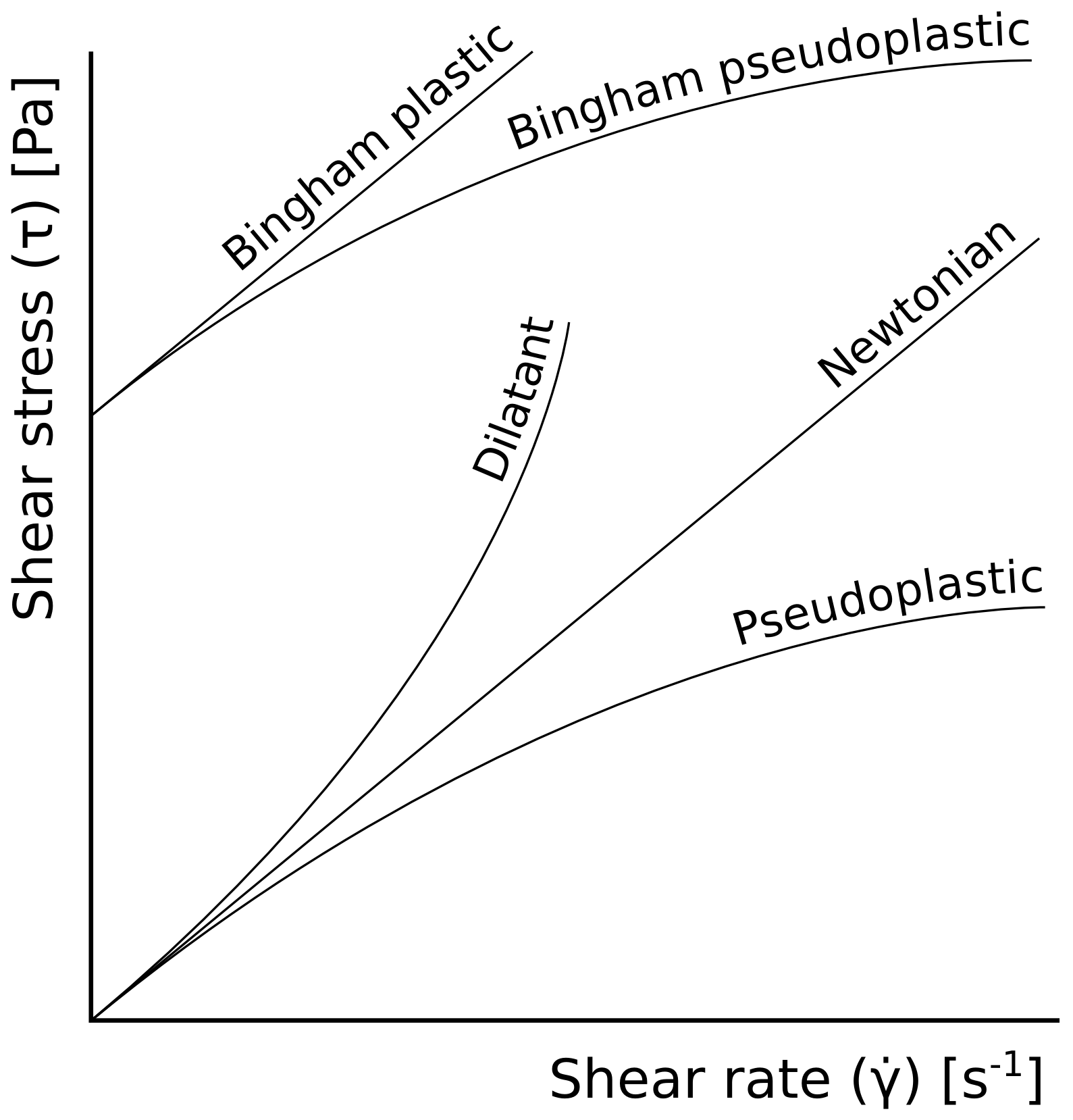
طبقه‌بندی سیال‌های غیر نیوتنی بر پایهٔ رابطهٔ تنش و نرخ کرنش

نکتهٔ قابل توجه این است که شیب این نمودار نمایانگر گرانروی سیال است. همان‌طور که مشاهده می‌شود شیب نمودار سیالات دیلاتانت به صورت پیوسته افزایش یافته و همچینین شیب نمودار سیالات شبه پلاستیک به صورت پیوسته کاهش یافته‌است. این شیب برای سیال نیوتونی ثابت است ک این موضوع با تعریف سیال نیوتونی مطابقت دارد.
با کمی دقت متوجه می‌شویم که منحنی سیالات بینگهام دارای عرض از مبدأ است. این بدان معناست که این نوع سیالات دارای آستانهٔ تنش هستند و برای جاری شدن نیازمند یک تنش اولیه می‌باشند. درحالی که سایر سیالات غیرنیوتونی از جمله دیلاتانت و شبه پلاستیک‌ها و همچنین سیالات غیرنیوتونی نیاز به تنش اولیهٔ خاصی ندارند.

## کاربرد
بسیاری از سیالهای صنعتی رفتار غیرنیوتنی دارند. به عنوان مثال محلولها و پلیمرهای مذاب، مایعات اتمی و موادی که دارای خواص توأم لزج و الاستیک هستند دارای خواص غیرنیوتنی بوده که به‌طور فزاینده در یک طیف گسترده در فرآیندهای صنعتی به کار گرفته می‌شوند و درک شاخص‌های انتقالی آنها مهم است

## خلاصه ای از طبقه‌بندی سیالات غیر نیوتنی
| ویسکوالاستیک            | ماده کلوین، ماده ماکسول                      | چیدمان موازی و خطی خواص کشسانی و گرانروی                  |                            |
| ویسکوالاستیک            | ماده پس از مدتی به نقطه تعادل خود بازمی‌گردد. |                                                           |                            |
| گرانروی متغیر با زمان   | رئوپکتیک                                     | گرانروی ظاهری با افزایش مدت زمان اعمال تنش افزایش می‌یابد. | بعضی از روانسازها          |
| گرانروی متغیر با زمان   | تیکسوتروپیک                                  | گرانروی ظاهری با افزایش مدت زمان اعمال تنش کاهش می‌یابد.   | رب گوجه و بیشتر انواع عسل. |
| سیال نیوتنی تعمیم یافته | سیال نیوتنی تعمیم یافته                      | تنش تابعی از نرخ کرنش نرمال و برشی و همچنین فشار است.     | خون                        |